# Phyllachora simplex
Phyllachora simplex är en svampart som beskrevs av Karl Starbäck 1905. Phyllachora simplex ingår i släktet Phyllachora och familjen Phyllachoraceae.   Inga underarter finns listade i Catalogue of Life.